# Aleksandra Kowalczuk
Aleksandra Kowalczuk (Olsztyn, 18 dicembre 1996) è una taekwondoka polacca.

## Palmarès
- Europei

Kazan 2018: oro nei +73 kg.
Sofia 2021: argento nei +73 kg.